# Take the World by Storm (Lukas Graham)
Take the World by Storm è un singolo del gruppo musicale danese Lukas Graham, pubblicato il 16 settembre 2016 come quinto estratto dal secondo album in studio Lukas Graham.

## Successo commerciale
Il singolo ha ottenuto successo su scala europea.

## Video musicale
Il videoclip mostra i vari tour europei e statunitensi nel quale si è esibito il gruppo.